# 拉弗羅里達 (智利)
33°32′S 70°35′W / 33.533°S 70.583°W
拉弗羅里達（西班牙語：La Florida），是智利的一个市镇，位於該國中部聖地亞哥首都大區的聖地亞哥省，始建於1899年11月28日，面積70.2平方公里，海拔高度601米，2012年人口363,903人，人口密度每平方公里5,209人。

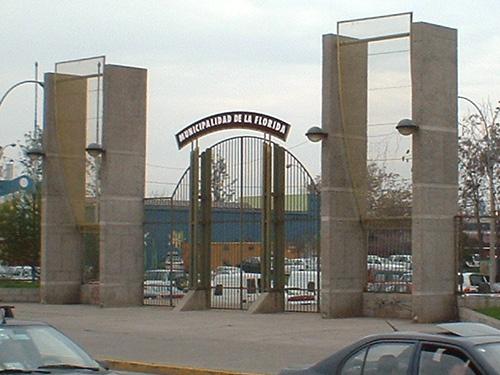
